# かとうれい子の三丁目の純情
『かとうれい子の三丁目の純情』（かとうれいこのさんちょうめのじゅんじょう）は、ラジオ日本で毎週日曜日 3:00 - 3:30（JST）に放送されていたラジオ番組である。

## 概要
- 2011年10月1日から放送が開始され、2016年5月1日（4月30日深夜）、放送が終了する。番組は4年半続けられた。
- 『昭和の懐かしさや暖かさ』を番組テーマとして、かとうれい子のトークやリスナーからの昭和歌謡リクエストなどを中心とした30分番組。
- 2013年8月12日には初めての番組公開録音がラジオ日本の横浜本社で行われ、同年8月17日に放送された[1]。
- 三才ブックスが2014年11月1日に発行した『ラジオ番組表 2014年秋号（三才ムックvol.747）』の『第7回 好きなDJランキング』で、かとうがAMラジオ部門3位（280票）を獲得。同誌のインタビューでかとうは、「番組のコーナーを本にして出版したい」と抱負を語った[2]。

## 放送時間
- 土曜日 9:00 - 9:30（2011年10月1日 - 2015年9月17日）
- 日曜日 3:00 - 3:30（2015年10月3日 - 2016年5月1日）

## 出演
パーソナリティ
- かとうれい子

ゲスト
- たきのえいじ（作詞家・作曲家）（2012年5月12日・5月19日[3]、2014年7月26日[4]）

## 番組の流れ
- オープニング
- れい子の純情日記

かとうの日々の出来事などを日記形式で紹介。
- れい子の純情流行り歌

リスナーからのリクエストのはがきやメールなどを紹介。
- れい子の純情小学校

小学校の授業に見立てて毎週1つの身近なテーマを取り上げ、かとうが調査した結果を紹介。
- エンディング